# Thomas Beelen
Thomas Beelen (Harderwijk, 11 giugno 2001) è un calciatore olandese, difensore del Feyenoord.

## Carriera
Ha debuttato in Eredivisie il 23 aprile 2022 in una vittoria per 2-0 contro l'RKC Waalwijk. Nel giugno 2022 ha firmato un contratto professionistico con il club dopo la retrocessione in Eerste Divisie.
Il 10 luglio 2023 si è trasferito al Feyenoord.

## Statistiche

### Presenze e reti nei club
Statistiche aggiornate al 28 gennaio 2025.
| Stagione         | Squadra          | Campionato       | Campionato | Campionato | Coppe nazionali | Coppe nazionali | Coppe nazionali | Coppe continentali | Coppe continentali | Coppe continentali | Altre coppe | Altre coppe | Altre coppe | Totale | Totale | Totale |
| Stagione         | Squadra          | Comp             | Pres       | Reti       | Comp            | Pres            | Reti            | Comp               | Pres               | Reti               | Comp        | Pres        | Reti        | Pres   | Reti   |        |
| ---------------- | ---------------- | ---------------- | ---------- | ---------- | --------------- | --------------- | --------------- | ------------------ | ------------------ | ------------------ | ----------- | ----------- | ----------- | ------ | ------ | ------ |
| 2021-2022        | PEC Zwolle       | ED               | 3          | 0          | CO              | 0               | 0               |                    | -                  | -                  |             | -           | -           | 3      | 0      |        |
| 2022-2023        | PEC Zwolle       | 1D               | 30         | 1          | CO              | 0               | 0               |                    | -                  | -                  |             | -           | -           | 30     | 1      |        |
| Totale Zwolle    | Totale Zwolle    | Totale Zwolle    | 33         | 1          |                 | 0               | 0               |                    | -                  | -                  |             | -           | -           | 33     | 1      |        |
| 2023-2024        | Feyenoord        | ED               | 20         | 0          | CO              | 3               | 0               | UCL+UEL            | 1+2                | 0                  | SO          | 0           | 0           | 26     | 0      |        |
| 2024-2025        | Feyenoord        | ED               | 16         | 1          | CO              | 2               | 0               | UCL                | 8                  | 0                  | SO          | 1           | 0           | 27     | 1      |        |
| Totale Feyenoord | Totale Feyenoord | Totale Feyenoord | 36         | 1          |                 | 5               | 0               |                    | 11                 | 0                  |             | 1           | 0           | 53     | 1      |        |
| Totale carriera  | Totale carriera  | Totale carriera  | 69         | 2          |                 | 5               | 0               |                    | 11                 | 0                  |             | 1           | 0           | 86     | 2      |        |

## Palmarès

### Club

#### Competizioni nazionali
- Coppa dei Paesi Bassi: 1

Feyenoord: 2023-2024
- Supercoppa dei Paesi Bassi: 1

Feyenoord: 2024